# Rolf Stolz

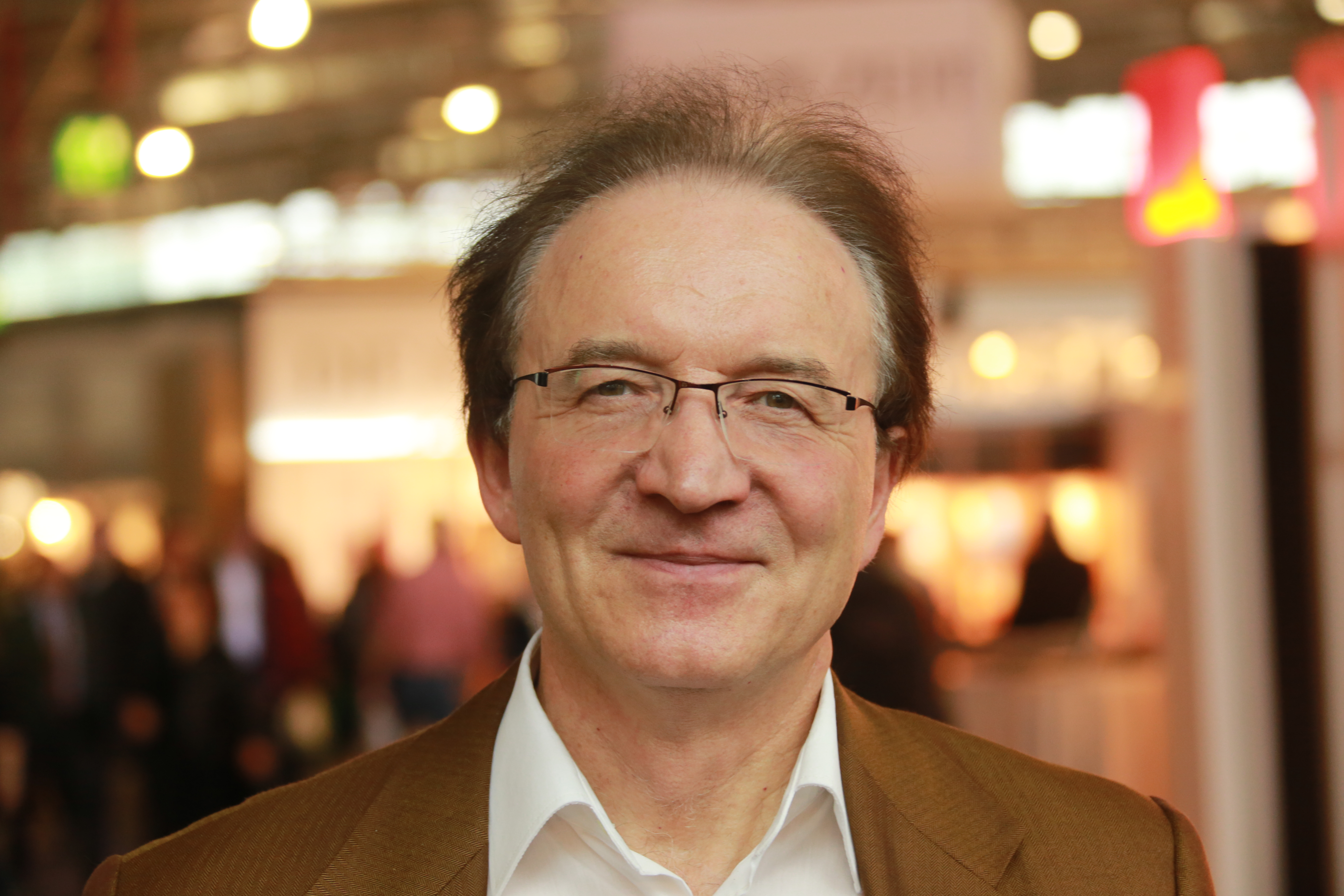
Rolf Stolz (2014)

Rolf Stolz (* 1. März 1949 in Mülheim an der Ruhr) ist ein deutscher Publizist, Schriftsteller und Fotograf.

## Leben
Stolz studierte Psychologie in Köln und Tübingen und schloss das Studium mit dem Diplom ab. Er war Aktivist in der Studentenbewegung und zählte zu den Mitherausgebern der deutsch-türkischen Zeitschrift Arbeiter-Tatsachen. Bis 2009 arbeitete er als Psychologe in der Industrie.
Stolz war, laut eigenen Angaben, seit 1967 aktiv im SDS und von 1969 bis 1970 in der KPD/ML. 1980 gehörte er zu den Mitgründern der Grünen in Deutschland und war 1980 und 1981 Mitglied des Bundesvorstandes. Auf der Bundesversammlung von 22./23. März 1980 wurde er zum Schriftführer gewählt. Seit 1984 war Stolz Sprecher des bis 1990 politisch aktiven Initiativkreises Linke Deutschland-Diskussion. Von 1990 bis 1998 war er stellvertretender Vorsitzender des von Alfred Mechtersheimer initiierten Friedenskomitees 2000 für Entmilitarisierung, Truppenabzug und Selbstbestimmung, das er 1998 aus Protest gegen die von Mechtersheimer begonnene Zusammenarbeit mit ultrarechten Parteien verließ.
Von 2003 bis 2013 war Stolz regelmäßiger Kolumnist der Wochenzeitung Junge Freiheit und seit der Gründung des Monatsmagazins Compact 2011 einer von dessen regelmäßigen Autoren. Zudem schreibt er regelmäßig in den Burschenschaftlichen Blättern. Im Verein Deutsche Sprache leitet Stolz die Gruppe „Bündnis 90/Die Grünen für gutes Deutsch“.
Stolz wohnt in Neunkirchen-Seelscheid.

## Politische Positionen
Stolz tritt vor allem publizistisch in Erscheinung. Er beschrieb seine politische Position 2008 in einem Interview mit der Jungen Freiheit so: „Als dissidentischer Linker stehe ich seit Jahren zwischen den Fronten.“ Kritisch beschäftigt er sich mit den Themen Immigration und „Integrationsverweigerung“. So tritt er für ein „Aktionsbündnis gegen den Islamismus“ ein und fordert, den Einfluss des Islamismus in Deutschland zurückzudrängen. Dies hat ihm neben Zustimmung (so von Arnulf Baring und Ralph Giordano) auch Kritik wie Vorwürfe der Ausländerfeindlichkeit und der Islamfeindlichkeit eingetragen. Rolf Stolz hat wiederholt Reden bei der rechtsextremen Münchner Burschenschaft Danubia sowie bei Kreisverbänden der AfD gehalten. In seinen Reden dort bezeichnete Stolz die „Antifa“ als „faschistoid“ und warnte 2014 vor einer „Überfremdung“ Deutschlands durch Zuwanderer. 2019 initiierte er laut einem Bericht der Zeitung Neues Deutschland einen Aufruf „Gegen Haß und Gewalt, für Debattenkultur“, der einen anderen Umgang mit der AfD forderte.
Stolz ist Mitglied bei den Grünen.

## Werke (Auswahl)
- Die Schärfe des Lachens: Wilhelm Busch. Edition Exil im Verlag Buchhaus Loschwitz, Dresden 2021, ISBN 978-3-9823005-6-6.
- Wendeblicke – Photographien II. Edition Bärenklau, Oberkrämer-Bärenklau 2021, ISBN 978-3-7534-6283-7.
- Sichtversehen – Photographien I. Edition Bärenklau, Oberkrämer-Bärenklau 2020, ISBN 978-3-7519-1540-3 (136 S.).
- Gegenfragen. Politische Essays IV. Lindenbaum Verlag, Beltheim 2019, ISBN 978-3-938176-70-2 (212 S.).
- Aussichten, Auswege. Politische Essays III. Lindenbaum Verlag, Beltheim 2018, ISBN 978-3-938176-63-4.
- Wenn es eine Zukunft gibt. Politische Essays II. Lindenbaum Verlag, Beltheim 2016, ISBN 978-3-938176-57-3.
- Sprungzeiten. Essays zur Literatur und Kunst. Edition Bärenklau, 2017, ISBN 978-3-7431-8072-7.
- Machtbestreitung. Politische Essays I. Norderstedt 2009, ISBN 978-3-8391-0429-3.
- Auf Nachfrage. Kolumnen und Artikel. Norderstedt 2009, ISBN 978-3-8391-0460-6.
- Nur Kunst. Essays zu Kunst und Kultur. Norderstedt 2009, ISBN 978-3-8391-0145-2.
- Deutschland, deine Zuwanderer: Fakten, Analysen. Herbig Verlag, München 2002, ISBN 3-7766-2292-X.
- Hartmut Koschyk, Rolf Stolz (Hrsg.): Alte und neue Deutsche? Staatsangehörigkeits- und Integrationspolitik auf dem Prüfstand (= Hanns-Seidel-Stiftung [Hrsg.]: Argumente und Materialien zum Zeitgeschehen. Band 32). Akademie für Politik und Zeitgeschehen, München 2001, ISBN 3-88795-238-3.
- 1967 bis heute: Blicke zurück auf einige Bewegungen. In: Claus-M. Wolfschlag (Hrsg.): Bye-bye ’68 …: Renegaten der Linken, APO-Abweicher und allerlei Querdenker berichten. Stocker, Graz/Stuttgart 1999, ISBN 3-7020-0815-2, S. 209–220.
- Hartmut Koschyk, Rolf Stolz (Hrsg.): 30 Jahre Zuwanderung: Eine kritische Bilanz. Olzog Verlag, Landsberg am Lech 1998, ISBN 3-7892-9334-2.
- Kommt der Islam? Die Fundamentalisten vor den Toren Europas. Herbig Verlag, München 1997/2001, ISBN 3-7766-1997-X.
- Die Mullahs am Rhein. Der Vormarsch des Islam in Europa. Herbig Verlag, München 1994 und 2005 (Taschenbuchausgabe 1996 unter dem Titel Die Mullahs in Deutschland), ISBN 3-7766-2423-X.
- Der deutsche Komplex. Alternativen zur Selbstverleugnung. Straube Verlag, Erlangen/Bonn/Wien 1990, ISBN 3-927491-24-1.
  - Der deutsche Komplex. 2. Auflage. Lindenbaum Verlag, Beltheim 2014, ISBN 978-3-938176-47-4.
- Rolf Stolz (Hrsg.): Ein anderes Deutschland. Grün-alternative Bewegung und neue Antworten auf die Deutsche Frage. Edition Ahrens im Verlag C. Zerling, Berlin 1985, ISBN 3-88468-021-8.

### Kinder- und Jugendliteratur
- Die Geschichte der drei spanischen Kavaliere. Kidemus, Köln 1999, ISBN 3-9806910-0-4.

### Belletristik
- Der Harfenstock. Edition Bärenklau, Bärenklau 2024, ISBN 978-3-7583-2605-9.
- Estonia. Eine Nachfahrt – Roman. BärenklaueXklusiv, Bärenklau 2023, ISBN 978-3-7579-3005-9.
- Tagehefte. Heft Sechs (1. Januar 2021 – 31. Dezember 2022). Edition Bärenklau Bärenklau 2023, ISBN 978-3-7347-3709-1.
- Endrechnungen. Gedichte. Edition Bärenklau Bärenklau 2023, ISBN 978-3-7578-0027-7.
- Alberichs Verruchung. Gedichte. Edition Bärenklau Bärenklau 2023, ISBN 978-3-7578-0060-4.
- Aberfindungen. Drei Romane. Werke Band 13, with a preface by Bernd Gesing, Edition Bärenklau, Bärenklau 2023, ISBN 978-3-7347-1104-6.
- Viergesichte. Prosa und Gedichte, Werke Band 6, with a preface by Mitch Cohen, Edition Bärenklau, Bärenklau 2023, ISBN 978-3-7578-0858-7.
- Annahmezeiten – Neue und frühe Gedichte, Werke Band 15, with a preface and 7 illustrations by Irina Enss, Edition Bärenklau, Bärenklau 2023, ISBN 978-3-7578-6344-9.
- Gras, Lichtungen. Venedig und andere lyrische Orte. Gedichte. Edition Bärenklau, Bärenklau 2022, ISBN 978-3-7557-4121-3.
- Viele Fächer. Kurze Prosa und Essays III. Werke Band 16, with a preface by Dirk Alt, Edition Bärenklau, Bärenklau 2022, ISBN 978-3-7562-1594-2.
- Fast ein Attentat. Roman, Bärenklau 2022, ISBN 978-3-7549-5659-5, ISBN 978-3-7549-5659-5.
- Schiebermotzen. Böse Gedichte und verdrehte. Edition Bärenklau, Bärenklau 2021, ISBN 978-3-7543-1792-1; als E-Buch Cassiopeia Press, ISBN 979-8-201-26747-6.
- Tagehefte. Heft Fünf (1. Januar 2019 – 31. Dezember 2020). Edition Bärenklau, Oberkrämer-Bärenklau 2021, ISBN 978-3-7534-7687-2.
- Der Stürzer. Roman, Verlag Romankiosk, München 2021, ISBN 978-3-7531-6616-2.
- Rücksuchen. Romane Eins. Werke Band 7. mit sechs Gemälden von Gerhard Silber, Edition Bärenklau 2021, ISBN 978-3-7526-5986-3 (433 S.)
- Tage und Hefte – Tagehefte 2011–2018, WERKE Band 12. Edition Bärenklau, 2020, ISBN 978-3-7519-4900-2 (464 S.).
- Voranfänge. Aphoristisches und Philosophisches. WERKE Band 11. Edition Bärenklau 2020, ISBN 978-3-7504-8755-0 (346 S.).
- Lichthörer – Kurze Prosa, Essays zu Literatur und Kunst II, Gedichte 1969–1976 und 2017–2020. Werke Band 14. Edition Bärenklau 2020, ISBN 978-3-7504-1725-0 (384 S.).
- Tagehefte. Heft Vier (1. Januar 2017 – 31. Dezember 2018). Edition Bärenklau, 2019, ISBN 978-3-7494-0900-6 (154 S.).
- Die Rettbaren. Romane Zwei. Werke Band 8. Edition Bärenklau, 2019, ISBN 978-3-7412-9019-0 (355 S.).
- Randanzeigen. Gedichte 1966–1975. Werke Band 5. Edition Bärenklau, 2019, ISBN 978-3-7412-5543-4 (333 S.).
- Unwagbarkeiten. Gedichte 1975–1980, 2011-2016. Werke Band 4. Edition Bärenklau, 2019, ISBN 978-3-7528-0956-5 (379 S.).
- Wolfssekunden. Kurze Prosa 1995–2010. Werke Band 1. Mit einem Nachwort von Nikolaus Gatter. Edition Bärenklau, 2018, ISBN 978-3-7460-9243-0 (367 S.).
- Flächen, Bilder. Gedichte 1998–2013. Werke Band 2. Mit einem Vorwort von Ángel Repáraz. Edition Bärenklau, 2018, ISBN 978-3-7448-8895-0 (407 S.).
- Tagehefte. Heft Drei (1. Januar 2015 – 31. Dezember 2016). Edition Bärenklau 2018, ISBN 978-3-7460-5743-9 (168 S.).
- Tagehefte. Heft Zwei (1. Januar 2013 – 31. Dezember 2014). Edition Bärenklau 2017, ISBN 978-3-7412-5636-3 (168 S.).
- Lesebuch Otto zur Linde. Zusammengestellt und mit einem Nachwort von Rolf Stolz. Aisthesis Verlag, Bielefeld 2016, ISBN 978-3-8498-1171-6 (152 S.).
- Tagehefte. Heft Eins. Kidemus Verlag, Köln 2016, ISBN 978-3-9815779-1-4 (124 S.).
- Der Gast des Gouverneurs in der Wand des Kraters. Roman, Band 1 der Münchhausen-Trilogie. Ferge Verlag, Tübingen 2015, ISBN 978-1-5168-4978-9 (255 S.).
- Schwester Schwester Bruder. Roman, Band 2 der Münchhausen-Trilogie. Ferge Verlag, Tübingen 2015, ISBN 978-1-5169-1357-2 (245 S.).
- Mannheim: Frontkämpfer. Roman, Band 3 der Münchhausen-Trilogie. Ferge Verlag, Tübingen 2015, ISBN 978-1-5169-0716-8(183 S.).
- mit Jean-Claude Coenegracht Herausgeber von: Ecce Homo. Das Tagebuch meines Großvaters. Dreisprachiger Bildband französisch/deutsch/niederländisch mit farbigen Zeichnungen von JCC und Photographien sowie einem Vorwort von RS. Geleitwort Ministerpräsident Karl-Heinz Lambertz. Bernstein Verlag Bonn 2014.
- Sternzeichensatz, Haarbalghunde. Jedermenschgedichte. Edition Bärenklau, 2014 (217 S.).
- Grüße und Flüge. Gedichte, Edition Bärenklau, 2014, (186 S.).
- Lesebuch Heinrich Schirmbeck. Zusammengestellt und mit einem Nachwort von Rolf Stolz. Aisthesis Verlag, Bielefeld 2014, ISBN 978-3-8498-1044-3.
- Der Abgrundzauberer. Prosa, mit 5 Illustrationen von Jean-Claude Coenegracht, Edition Bärenklau, 2013 (248 S.).
- mit Jean-Claude Coenegracht Herausgeber von: 8 Zeichnungen und 8 Gedichte, Künstlerbuch 2012. 25 von beiden Künstlern signierte und nummerierte Exemplare (Bezug nur über den Autor).
- Das Blutmeer, die Treppe aus Glas. Mit Illustrationen von Michael Sagenhorn. Edition Bärenklau, Bärenklau 2011, ISBN 978-3-7368-7922-5.
- Das Haus auf der anderen Seite. Eine phantastische Kindheitsgeschichte. Mit einem Essay über Claus Sommerhage (1950–2003). Edition Bärenklau, Bärenklau 2008, ISBN 978-3-931164-28-7 (neu).
- Begrüßung eines Endes. Fragmente und Aphorismen. Freiburger Echo-Verlag, Freiburg 2003, Umschlag von Said Kahla, ISBN 3-86028-859-8.
- Der Abschiednehmer. Freiburger Echo-Verlag, Freiburg 2002, Umschlag von Said Kahla, ISBN 3-86028-854-7.
- Der Gast des Gouverneurs in der Wand des Kraters. Alkyon-Verlag, Weissach im Tale 2001, ISBN 3-933292-45-X.
- Der unverminderte Schrecken. Dipa-Verlag, Frankfurt am Main 1991, ISBN 3-7638-0157-X.

## Preise und Auszeichnungen
- Stipendium des Kultusministeriums von Nordrhein-Westfalen 1991
- Anerkennungspreis für kurze Prosa der Stadt Wolfen 1994